# (72059) Heojun
(72059) Heojun (2000 YC16) – planetoida z pasa głównego asteroid okrążająca Słońce w ciągu 3,63 lat w średniej odległości 2,36 au. Odkryta 21 grudnia 2000 roku.